# Low-background steel
Stahl mit geringer Grundstrahlung, englisch „Low-background steel“, wurde vor den ersten Atombombenexplosionen in den 1940er Jahren hergestellt. Dieser ist weniger radioaktiv kontaminiert als moderner Stahl. Verwendung findet er beispielsweise in Teilchen- oder Strahlungsdetektoren, die einen möglichst geringen Nulleffekt haben sollen.

## Hintergrund
Beginnend mit dem Trinity-Test und den Atombombenabwürfen auf Hiroshima und Nagasaki und als Folge der Kernwaffentests während der ersten Jahre des Kalten Kriegs stieg die Strahlenexposition weltweit an.
Da Stahl unter Verwendung von Frischluft erzeugt wird, ist heute hergestellter Stahl durch Radionuklide kontaminiert. Stahl, der vor 1945 hergestellt wurde, ist frei von dieser Kontaminierung. Man verwendet ihn in Geräten für genaue Messungen von Radionukliden.

## Ursachen der Kontaminierung mit Radionukliden
Sowohl bei der Stahlgewinnung mit der Bessemerbirne, wobei Luft in das Roheisen geblasen wird, als auch beim Linz-Donawitz-Verfahren, das stattdessen Sauerstoff verwendet, dient Luft als Ausgangsprodukt, die durch Feinstäube verunreinigt ist. Heutzutage befinden sich Radionuklide wie Cobalt-60 in der Luft, die bei der Herstellung in den Stahl gelangen und ihm eine schwach radioaktive Signatur geben.
Die vom Menschen erzeugte anthropogene Radioaktivität erreichte im Jahr 1963, dem Jahr, in dem der Vertrag über das Verbot von Kernwaffenversuchen in der Atmosphäre, im Weltraum und unter Wasser unterzeichnet wurde, mit 0,15 mSv/a über der natürlichen Radioaktivität ihr Maximum.
Moderne Stähle sind immer noch mit Cobalt-60 verunreinigt, weil alte, seit 1945 erzeugte und damit kontaminierte Stähle, über das Recycling in modernen Stahl gelangen.

## Andere Metalle mit geringer Radioaktivität
Auch Blei mit besonders geringer Radioaktivität findet Verwendung, z. B. bei Bleiburgen zur Abschirmung von Messgeräten für Low Level-Messungen. Für die hochempfindlichen Neutrino-Detektoren des CUORE-Experiments  wurde 2000 Jahre altes, strahlungsarmes Blei aus der Ladung eines vor Sardinien untergegangenen Schiffs verwendet.

## Gesunkene Schiffe als Quelle für Stahl mit niedriger Radioaktivität
Mit den gängigen Methoden der Stahlerzeugung lässt sich kein Stahl mit niedriger Radioaktivität erzeugen. Daher ist man als Quelle für solchen Stahl auf Stahlschrott aus der Zeit vor den Atomwaffentests angewiesen. Hier bieten sich unter anderem vor 1945 gesunkene Schiffe an, beispielsweise die Schiffe der deutschen Hochseeflotte, die 1919 durch ihre Besatzungen in Scapa Flow versenkt wurden.
In der Vergangenheit gab es auch verschiedene Versuche, im Rahmen von Kriegshandlungen gesunkene Kriegsschiffe, in denen Tausende Tonnen Stahl verbaut wurden, für diese Zwecke zu nutzen, obwohl diese international als Kriegsgräber gelten. Am 28. Mai 2023 setzten die Behörden Malaysias einen chinesischen Massengutfrachter unter dem Verdacht fest, dass er die beiden 1941 von der japanischen Luftwaffe vor der Küste Malaysias versenkten britischen Kriegsschiffe Prince of Wales und Repulse ausplündern wollte.